# Шебалинский район
Шебали́нский район или аймак (алт. Шабалин аймак) — административно-территориальная единица и муниципальное образование (муниципальный район) в составе Республики Алтай Российской Федерации.
Административный центр — село Шебалино.

## География
Расположен в горно-степной зоне северо-западной части Республики Алтай, захватывает Семинский, Чергинский и Ануйский хребты. Если ехать по Чуйскому тракту, район начинается за мостом через реку Катунь, в селе Усть-Сема. Это первый железобетонный мост через реку на Чуйском тракте, построенный в конце 1950-х годов. Старый Чуйский тракт, проходивший когда-то от города Бийска через село Алтайское и Комарский перевал, встречается с новым в селе Черга.

## История
В период до Октябрьской революции и Гражданской войны территория района относилась к Шебалинской волости Бийского уезда Томской губернии.
В 1922 году была образована Ойротская автономная область с центром в Улале. В область первоначально входило 24 волости, число которых вскоре сократилось, а сами они были переименованы в аймаки, одним из которых был Шебалинский. В 1962—1963 годах аймаки были переименованы в районы, Шебалинский аймак был упразднён, но уже через год он был восстановлен как Шебалинский район.

## Население
| 1897    | 1916    | 1920    | 1926    | 1933    | 1939    | 1959    | 1970    | 1979    |
| ------- | ------- | ------- | ------- | ------- | ------- | ------- | ------- | ------- |
| 7429    | ↗10 630 | ↘10 466 | ↗12 017 | ↗13 619 | ↘12 752 | ↗14 197 | ↗23 167 | ↘21 271 |
| 1989    | 2002    | 2003    | 2004    | 2005    | 2006    | 2007    | 2008    | 2009    |
| ↗22 745 | ↘14 387 | ↘14 383 | ↘14 302 | ↗14 500 | ↗14 600 | →14 600 | ↗14 688 | ↗14 786 |
| 2010    | 2011    | 2012    | 2013    | 2014    | 2015    | 2016    | 2017    | 2018    |
| ↘13 596 | ↘13 508 | →13 508 | ↗13 553 | ↗13 605 | ↗13 620 | ↗13 720 | ↗13 777 | ↘13 735 |
| 2019    | 2020    | 2021    |         |         |         |         |         |         |
| ↘13 722 | ↘13 693 | ↘11 988 |         |         |         |         |         |         |

По данным Всероссийской переписи населения 2021 года: 
| Народ   | Численность, чел. | Доля от всего населения, % |
| ------- | ----------------- | -------------------------- |
| русские | 5 889             | 49,12 %                    |
| алтайцы | 5 499             | 45,87 %                    |
| казахи  | 127               | 1,06 %                     |
| другие  | 483               | 4,03 %                     |
| всего   | 11 988            | 100,00 %                   |

Согласно прогнозу Минэкономразвития России, численность населения будет составлять:
- 2024 — 14,2 тыс. чел.
- 2035 — 14,53 тыс. чел.

## Муниципально-территориальное устройство
В районе 24 населённых пункта в составе 13 сельских поселений:
| №  | Сельские поселения | Административный центр | Количество населённых пунктов | Население | Площадь, км2 |
| -- | ------------------ | ---------------------- | ----------------------------- | --------- | ------------ |
| 1  | Актельское         | село Актел             | 2                             | ↘297      | 172,50       |
| 2  | Барагашское        | село Барагаш           | 1                             | ↘691      | 244,50       |
| 3  | Беш-Озёкское       | село Беш-Озёк          | 1                             | ↘574      | 405,96       |
| 4  | Верх-Апшуяхтинское | село Верх-Апшуяхта     | 1                             | ↘195      | 164,00       |
| 5  | Дъектиекское       | село Дъектиек          | 4                             | ↘806      | 287,91       |
| 6  | Ильинское          | село Ильинка           | 2                             | ↘553      | 396,00       |
| 7  | Камлакское         | село Камлак            | 1                             | ↘557      | 177,00       |
| 8  | Каспинское         | село Каспа             | 1                             | ↘329      | 193,00       |
| 9  | Малочергинское     | село Малая Черга       | 2                             | ↗470      | 259,00       |
| 10 | Улусчергинское     | село Улусчерга         | 4                             | ↘426      | 348,00       |
| 11 | Чергинское         | село Черга             | 2                             | ↘1661     | 279,00       |
| 12 | Шебалинское        | село Шебалино          | 2                             | ↘4917     | 601,00       |
| 13 | Шыргайтинское      | село Шыргайту          | 1                             | ↘512      | 301,53       |

| №  | Населённый пункт | Тип  | Население | Муниципальное образование |
| -- | ---------------- | ---- | --------- | ------------------------- |
| 1  | Актел            | село | ↗344      | Актельское                |
| 2  | Арбайта          | село | ↗40       | Дъектиекское              |
| 3  | Барагаш          | село | ↘691      | Барагашское               |
| 4  | Барлак           | село | ↘43       | Чергинское                |
| 5  | Беш-Озёк         | село | ↘574      | Беш-Озёкское              |
| 6  | Верх-Апшуяхта    | село | ↘195      | Верх-Апшуяхтинское        |
| 7  | Верх-Черга       | село | ↗211      | Малочергинское            |
| 8  | Дъектиек         | село | ↘593      | Дъектиекское              |
| 9  | Ильинка          | село | ↘690      | Ильинское                 |
| 10 | Камай            | село | ↗79       | Актельское                |
| 11 | Камлак           | село | ↘557      | Камлакское                |
| 12 | Каспа            | село | ↘329      | Каспинское                |
| 13 | Кукуя            | село | ↗35       | Улусчергинское            |
| 14 | Кумалыр          | село | ↘162      | Дъектиекское              |
| 15 | Малая Черга      | село | ↘216      | Малочергинское            |
| 16 | Мариинск         | село | ↘182      | Ильинское                 |
| 17 | Могута           | село | ↘31       | Улусчергинское            |
| 18 | Мухор-Черга      | село | ↘127      | Улусчергинское            |
| 19 | Мыюта            | село | ↗274      | Шебалинское               |
| 20 | Топучая          | село | ↘194      | Дъектиекское              |
| 21 | Улусчерга        | село | ↗301      | Улусчергинское            |
| 22 | Черга            | село | ↗1952     | Чергинское                |
| 23 | Шебалино         | село | ↗5185     | Шебалинское               |
| 24 | Шыргайту         | село | ↘512      | Шыргайтинское             |

## Экономика

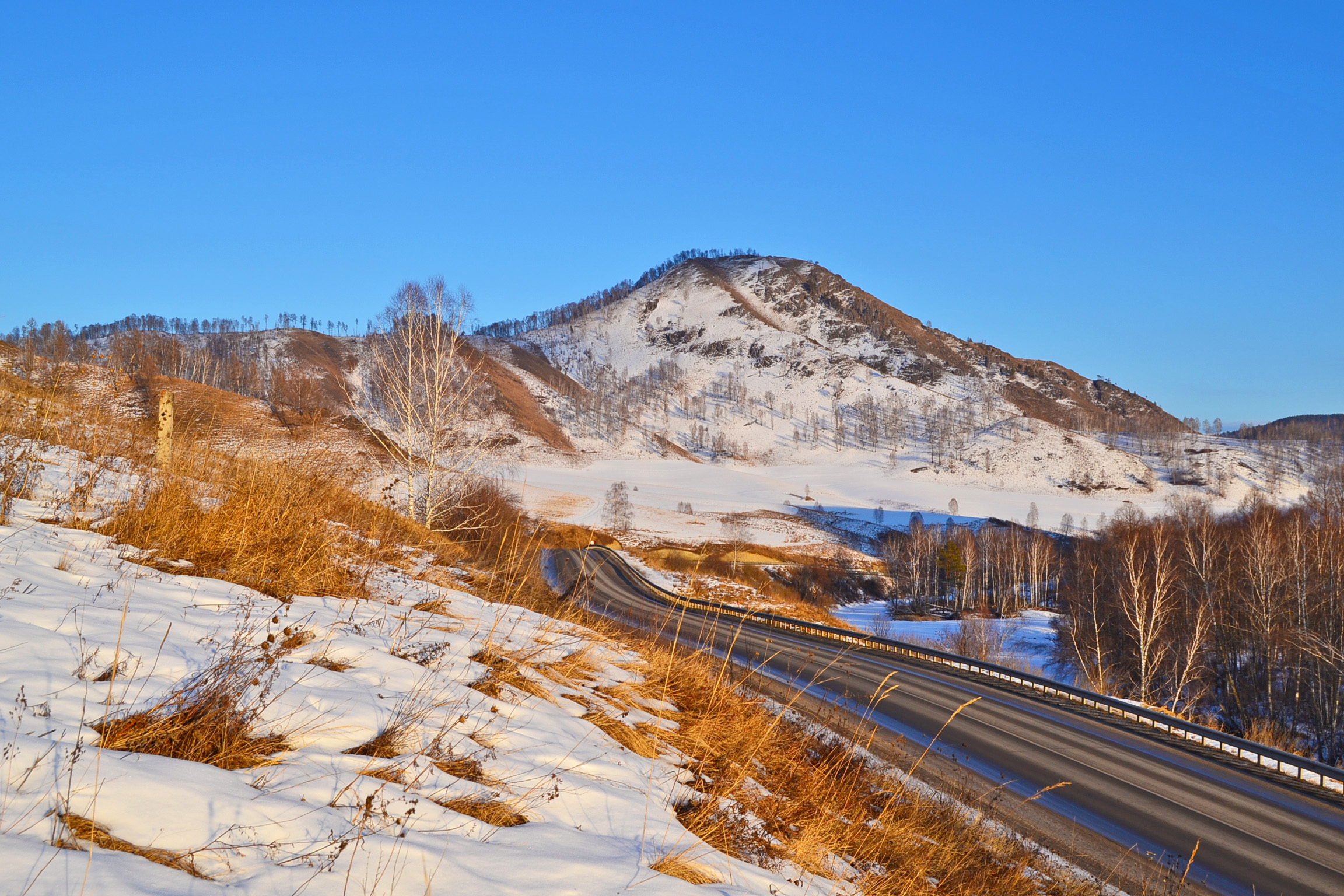
Чуйский тракт

Основные виды экономики в районе: лесозаготовка, деревопереработка, добыча мрамора, пантовое оленеводство и мараловодство, мясо-молочное скотоводство, коневодство, овцеводство, сбор лекарственно-технического сырья.
На долю сельскохозяйственных угодий приходится 38,4 % земель района. До начала 1990-х годов XX столетия район по количеству коров, лошадей, овец, маралов занимал устойчивое третье место в республике. В XIX веке на территории района впервые происходило приручение диких маралов. В настоящее время на лугах Чергинского заказника проходит адаптационный период канадских зубров.
Начиная с 1930-х годов ХХ века район известен поставками мраморов для оформления станций Московского метрополитена. Мрамор из Ороктойского месторождения применялся при строительстве станции «Таганская». Сейчас карьер находится в Чемальском районе и полностью заброшен.

## Туризм

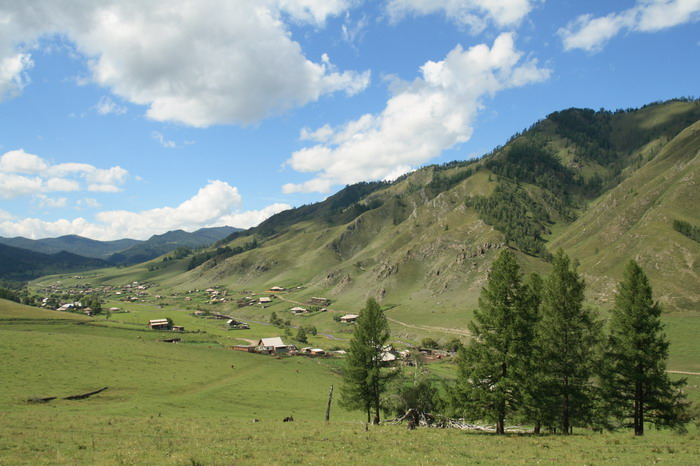
Село Верхняя Апшуяхта

Благодаря активному развитию туризма в прилегающих районах уникальные места Шебалинского района становятся более доступными.

### Спелеотуризм
От села Камлак начинается один из путей к Камышлинскому карстовому участку, где сосредоточена значительная часть крупнейших пещер Алтая: Кёк-Таш (-350 м, 2300 м), СОАНтехническая (-215 м, 900 м), Дуэт (-145 м, 285 м) на Камышлинском плато; Алтайская (-240 м, 4400 м), ПАС (-180 м, 500 м), Геофизическая (-130 м, 600 м) на плато Метлево, которое территориально относится к Алтайскому краю. Все  пещеры не являются экскурсионными объектами, их посещение требует специального снаряжения и подготовки для преодоления вертикальных обводнённых колодцев, узостей и обглиненных участков. По этой причине они представляют значительный интерес для спелеотуризма.

### Конный туризм
Одна из основных достопримечательностей района — гора Сарлык (высота 2506 м). За ней находится Туюкская долина, местами заболоченная и несколько озёр, которые носят одноимённое название. Там проходят конные и пешие маршруты как от Катуни, так и с перевала. Места красивые и малохоженные. Котловины озёр напоминают кратеры других планет. В долине часто можно увидеть стада яков.

## Достопримечательности
- Камышлинский водопад.
- Туюкские озёра.
- Сарлык (гора).
- Недалеко от моста, в месте впадения реки Семы в Катунь находится детский лагерь «Орлёнок». Справа от моста начинается живописная тропа вдоль Катуни, ведущая к Камышлинскому водопаду, расстояние до которого около 6 километров. Здесь находится один из археологических памятников района «Усть-Семинская стоянка».
- На территории от устья Семы до села Камлак расположен созданный в 1996 году памятник природы «Шишкулар-Катаил» (в переводе с алтайского: чистый луг), который включает в себя ботанический сад, где произрастает более 500 видов растений, многие из которых относятся к исчезающим и реликтовым видам. Сюда организуются экскурсии с турбаз Чемальского и Майминского районов.
- В селе Черга находится экспериментальное хозяйство Сибирского отделения РАН, созданное в 1980 году. Здесь собраны уникальные коллекции растений, являющихся носителями генов адаптации к экстремальным условиям высокогорья, проводятся эксперименты по селекции, созданию и пополнению генофонда диких и домашних животных, как характерных представителей фауны Республики Алтай, так и видов, завезённых из других мест. Недалеко от Черги расположен единственный за Уралом зубровый питомник, где в естественной среде содержится три с лишним десятка зубров. Это единственное в Евразии генетически чистое стадо зубров, животных, которых в начале XX века оставалось меньше полусотни на всей планете. Сегодня их численность восстановлена до нескольких тысяч.
- Многослойная стоянка «Кара-Тенеш» (эпоха палеолита — I тыс. до н. э.) в урочище Кара-Тенеш, в 7 км восточнее села Куюс.